# Archephia olivacea
Archephia olivacea là một loài bướm đêm trong họ Noctuidae.